# 西村周三
西村 周三（にしむら しゅうぞう、1945年10月7日 - ）は、日本の経済学者。京都大学名誉教授。2020年度より京都先端科学大学経済経営学部長。専門は医療経済学。同分野の日本における草分け的存在の一人である。
国立社会保障・人口問題研究所所長、医療経済研究機構所長を歴任。医療経済学会の初代会長を務めた。2024年、瑞宝中綬章受章。

## 経歴
京都府出身。洛星高等学校を経て、1969年京都大学経済学部卒業、1972年同大学院博士課程中退、1988年「医療の経済分析」で経済学博士の学位を取得。京都大学助教授、同教授（大学院教授）、副学長を経て京都大学定年退職。
- 2010年10月 - 2014年3月：国立社会保障・人口問題研究所所長。
- 2013年 -：社会保障審議会会長
- 現：特定非営利活動法人エビデンスベーストヘルスケア協議会 初代理事長・特別顧問[4]

## 著書
- 現代医療の経済学的分析（1977、メヂカルフレンド社）
- 病院化社会の経済学 現代医療システムはあなたの明日をどこまで保障できるか（1983年、PHP研究所）
- 医療の経済分析（1987年、東洋経済新報社）
- 応用ミクロ経済学 経済心理学入門 (1989年、有斐閣）
- 医療と福祉の経済システム（ちくま新書、1997年）
- 保険と年金の経済学（2000年、名古屋大学出版会）

## 共編著
- 現代経済学の再検討 根井雅弘共編著 日本評論社 1992.1
- 超高齢社会と向き合う 田尾雅夫、藤田綾子共編 名古屋大学出版会、2003
- 医療技術・医薬品 池上直己共編著 勁草書房 2005.11
- 医療経済学の基礎理論と論点 田中滋、遠藤久夫共編著 勁草書房 2006.6
- 行動健康経済学 人はなぜ判断を誤るのか 依田高典、後藤励共著 日本評論社 2009.3
- メタボリアン改造計画、武田和夫、森谷敏夫、坂根直樹共著 日本放送出版協会 2009.4
- 社会保障を日本一わかりやすく考える 国民の最大関心事! 井野節子共編著 PHP研究所 2009.9
- 社会保障と経済 1-3 宮島洋、京極高宣共編 東京大学出版会 2009-2010

## 翻訳
- 経済モデルの基礎 A.R.バーグストロム 佐和隆光共訳 東洋経済新報社 1974
- 高齢化社会をどうとらえるか 医療社会学からのアプローチ ウィリアム C.コッケルハム 中野進監修 家森幸男、服部裕之共訳 ミネルヴァ書房 2008.11